# Коровці
Коровці (словен. Korovci) — поселення в общині Цанкова, Помурський регіон, Словенія. Висота над рівнем моря: 222,8 м.